# Sói lửa
Sói lửa hay chó sói lửa, sói đỏ hay còn biết đến với các tên khác như Chó hoang châu Á, Chó hoang Ấn Độ (danh pháp khoa học: Cuon alpinus) là một loài thú ăn thịt thuộc họ Chó (Canidae), thành viên duy nhất của chi Cuon. Chó sói lửa là động vật sống theo bầy đàn đông đúc giống như chó hoang Châu phi và sói xám, khi đi theo bầy đàn thì sói lửa rất hung tợn và có phương pháp săn mồi tàn độc, đồng thời có thể gây ra nổi hiểm nguy cho cả các mãnh thú khác như hổ hay báo và cả gấu.

## Phân bố
Sói lửa có nguồn gốc từ Nam Á. Khu vực phân bố của nó là từ 10° vĩ nam tới 55° vĩ bắc; 70° kinh đông tới 170° kinh đông. Khu vực phân bố lịch sử của nó trải rộng từ Ấn Độ tới Trung Quốc, Việt Nam và kéo dài xuống tới Malaysia và Indonesia, với đảo Java là giới hạn phía nam.
Trong vài thập niên gần đây, đã mất đi mất lượng lớn môi trường sống của nó và các khảo sát hạn chế đã chỉ ra rằng có sự suy giảm và phân mảnh nghiêm trọng của khu vực phân bố lịch sử này. Khu vực phân bố hiện tại của sói lửa trải dài từ biên giới với Nga và dãy núi Altay ở Mãn Châu (Trung và Đông Á) tới bắc và tây Pakistan và các dải rừng của Ấn Độ, Myanmar cùng bán đảo Mã Lai. Các quần thể đông đúc nhất hiện tại có lẽ ở Trung (đặc biệt là vùng cao nguyên), Tây và Bắc Pakistan và Nam Ấn Độ.
Sói lửa thích ứng với một loạt các môi trường sống. Thông thường nó sinh sống trong các môi trường rừng cây lá sớm rụng khô và ẩm cũng như rừng nhiệt đới rậm rạp như các rừng mưa nhiệt đới, để có sự ẩn nấp tốt cho việc săn mồi. Nó sống trong các khu vực có thảm thực vật dạng rừng nguyên sinh, thứ sinh, thoái hóa, thường xanh và bán thường xanh, các rừng cây gai khô, cũng như thảm rừng-trảng cây bụi. Tuy nhiên, nó cũng có thể sống trong các rừng rậm núi cao, các bãi cỏ và các thảo nguyên thoáng đãng tại Kashmir và Mãn Châu. Phần thứ hai trong tên gọi khoa học của nó, alpinus, gợi ý rằng sói lửa thường được tìm thấy trong khu vực miền đồi núi.
Chúng ưa thích các không gian thoáng đãng nên trong thời gian ban ngày chúng có thể thấy trên các con đường xuyên qua rừng nhiệt đới, các bờ sông và trong các khoảng rừng thưa của rừng nhiệt đới. Sói lửa sinh sống trong một khoảng rộng kiểu khí hậu mà họ Chó có thể sống – từ vùng lạnh ôn đới tới vùng nóng nhiệt đới, nhưng không thấy có trong các sa mạc.
Các yếu tố ảnh hưởng tới môi trường sống của nó là nước, sự hiện diện của các loài thú săn mồi lớn khác (sự canh tranh), sự dồi dào của con mồi (các loài động vật móng guốc từ trung bình tới lớn), mật độ dân cư địa phương cũng như các khu vực sinh sản phù hợp.

## Tên địa phương

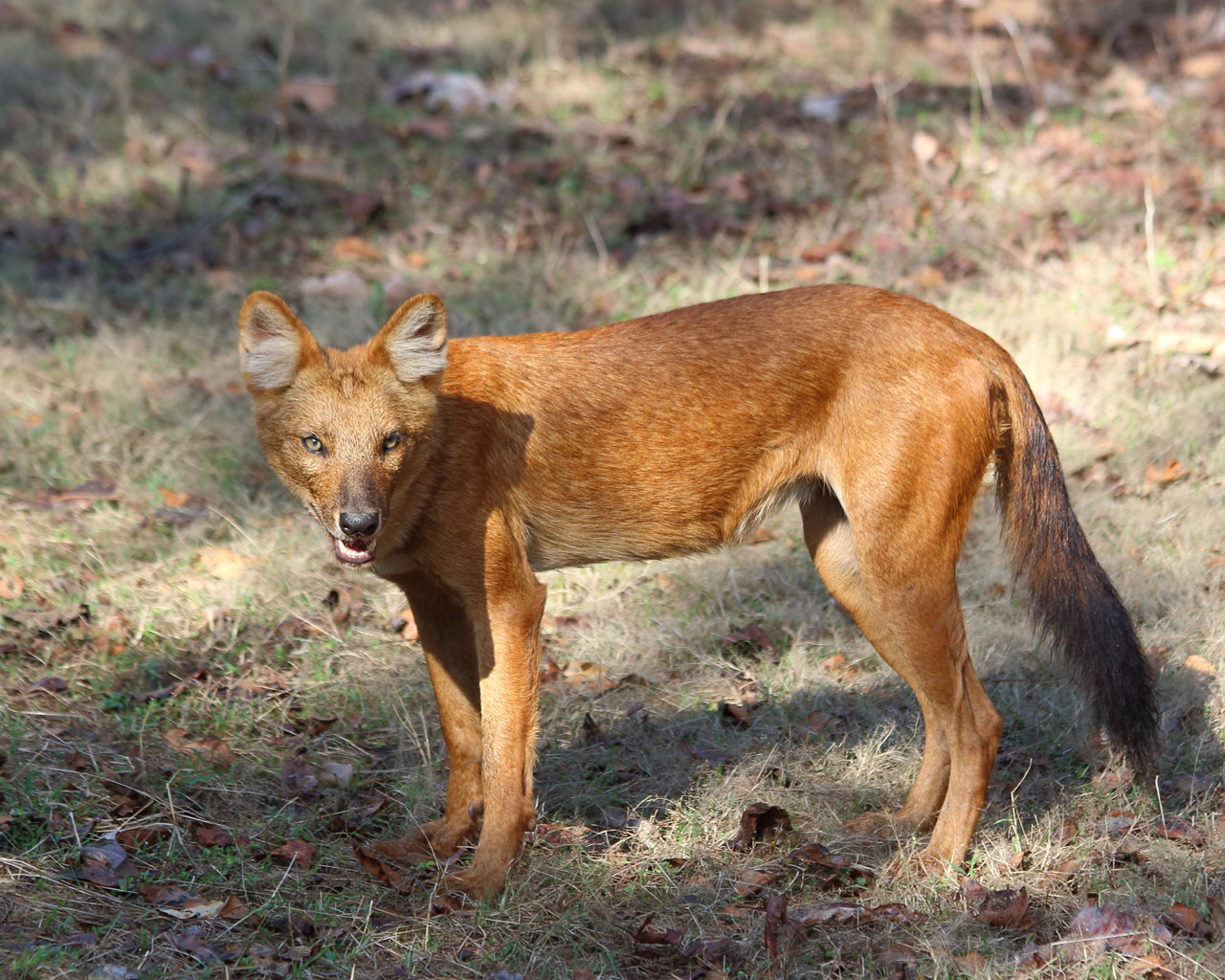
Sói lửa Ấn Độ.

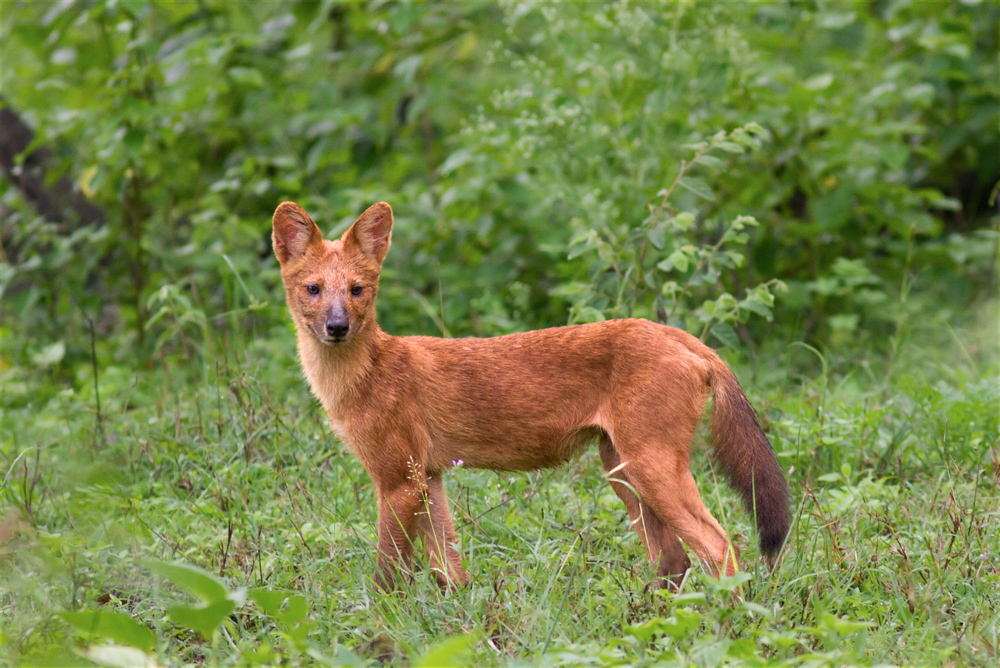

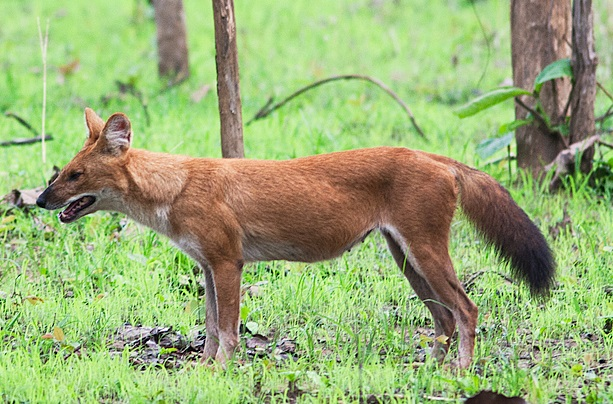

Các tên địa phương như lal rakshasa và rakshur kukur ở Ấn Độ, và jangli rakshasa (jungle devil) trong tiếng Assam. Ở vùng Himalaya, chúng có nhiều tên gọi khác nhau như Bhaosa, Bhansa và Buansu.
- Assam: raang-kukur
- Bengali: রাম কুত্তা (ram kut ta), জংলি কুকুর (jongli-kukur), বুনো কুকুর (būno-kukūr)
- Hindi: jangli-kutta, ram-kutta, son-kutta hay ban-kutta[3]
- Kannada: ಸೀಳು ನಾಯಿ (sīḷu nāyi), ಕಾಡು ನಾಯಿ (kāḍu nāyi)
- Malayalam: കാട്ടുനായ (Kāttunāya) hoặc കാട്ടുപട്ടി (kāttu patti)
- Marathi: kolsun, kolasna, kolasra hay kolsa[3]
- Tamil: செந்நாய் Sen Naai (Chó lửa)[3]
- Telugu: resu-kukka or adavi-kukka[3] అడవి కుక్క, రేసు కుక్క
- Gondi: eram-naiko[3]
- Ho: tani[3]
- Kashmiri: ram-hun[3]
- Ladakhi: siddaki[3]
- Tạng: hazi hoặc phara[3]
- Bhotia: paoho[3]
- Lepcha: sa-tum[3]
- Tiếng Trung: 豺 chái[3]
- Burmese: tau-khwe[3]
- Indonesia: ajag
- Urdu: جنگلى کتا jangli-kuta[3]
- Malay: anjing hutan[3]
- Nepali: वन कुकूर (wan kukūr)[4]
- Nga: Красный волк (krasnyy volk) 'sói lửa'
- Hàn: 승냥이 seungnyangi
- Gujarati: jangli-kutra[3]
- Baltistan-Pakistan: jangli-kuta[3]

## Tiến hóa và phân loại học
Sói lửa có nguồn gốc từ hậu Pleistocen, và có quan hệ gần gũi với chó rừng hơn là sói. Một giả thuyết cho rằng sói lửa trở thành những động vật xã hội khi thích nghi sống chung với hổ và báo hoa mai Ấn Độ.
George Gaylord Simpson xếp sói lửa trong phân họ Symocyoninae cùng với chó hoang châu Phi và chó lông rậm vì chúng có chung đặc điểm giải phẫu học. Nhiều người nghi vấn về phân loại của ông do cho rằng các đặc điểm chung này là do tiến hóa hội tụ. Juliet Clutton-Brock đã kết tuận từ việc so sánh hình thái, tập tính và sinh thái của 39 loài trong họ Chó ngoại trừ hộp sọ và cách mọc răng, sói lửa giống với các loài trong các chi Canis, Dusicyon và Vulpes/Alopex hơn là chó hoang châu Phi và chó lông rậm. Một nghiên cứu so sánh giữa sói lửa và các loài khác trong họ Chó về mtDNA năm 1997 cho thấy sói lửa tách nhánh tiến hóa từ dòng Lupus lupus trước khi chó rừng lưng đen và chó rừng lông vàng tách nhánh, vào khoảng vài triệu năm trước khi thuần hóa chó.

### Phân loài
| Phân loài                                                | Tác giả                      | Miêu tả                                                                           | Phân bố | Đồng nghĩa |
| -------------------------------------------------------- | ---------------------------- | --------------------------------------------------------------------------------- | --- | --- |
| Sói lửa miền đông hay sói lửa Ussuri Cuon a. alpinus     | Pallas, 1811                 | Đây là một phân loài lớn nhất có mặt dài và hẹp với hộp sọ dài trung bình 189 mm. | Viễn đông Nga, Trung Quốc, Ấn Độ, Nepal, Sikkim, Bhutan, Tây Tạng, Mông Cổ, Myanmar, Thái Lan, Lào, Campuchia, Việt Nam, Java và Indonesia | adustus (Pocock, 1941) antiquus (Matthew và Granger, 1923) clamitans (Heude, 1892) dukhunensis (Sykes, 1831) fumosus (Pocock, 1936) grayiformis (Hodgson, 1863) infuscus (Pocock, 1936) javanicus (Desmarest, 1820) laniger (Pocock, 1936) lepturus (Heude, 1892) primaevus (Hodgson, 1833) rutilans (Müller, 1839) |
| †Sói lửa Hậu Pleistocen Cuon a. europaeus                | Bourguignat, 1875            | Dạng đầu tiên tiến hóa, răng bén                                                  | Cộng hòa Séc, Hungary, Áo, Thụy Sĩ và Côte d'Azur                                                                                          | |
| †Sói lửa Trung Pleistocen muộn Cuon a. fossilis          | Nehring, 1890                | Có dạng trung bình giữa Cuon a. priscus và Cuon a. europaeus                      | Heppenloch, Đức | |
| Sói lửa miền tây hay Sói lửa Thiên Sơn Cuon a. hesperius | Afanasjev và Zolotarev, 1935 | Một phân loài nhỏ, chúng có mặt rộng, ngắn và hộp sọ dài trung bình 180 mm.       | Transoxiana, Đông Nga và Trung Quốc | jason (Pocock, 1936) |
| †Sói lửa Trung Pleistocen sớm Cuon a. priscus            | Thenius, 1954                |                                                                                   | | |
| Sói lửa Sumatra Cuon a. sumatrensis                      | Hardwicke, 1821              | Một phân loài nhỏ, dài 60 cm (2 ft), và khi đứng cao 360 mm (14 in) tính đến vai. | Sumatra và Indonesia | |

## Đặc điểm sinh học

### Mô tả

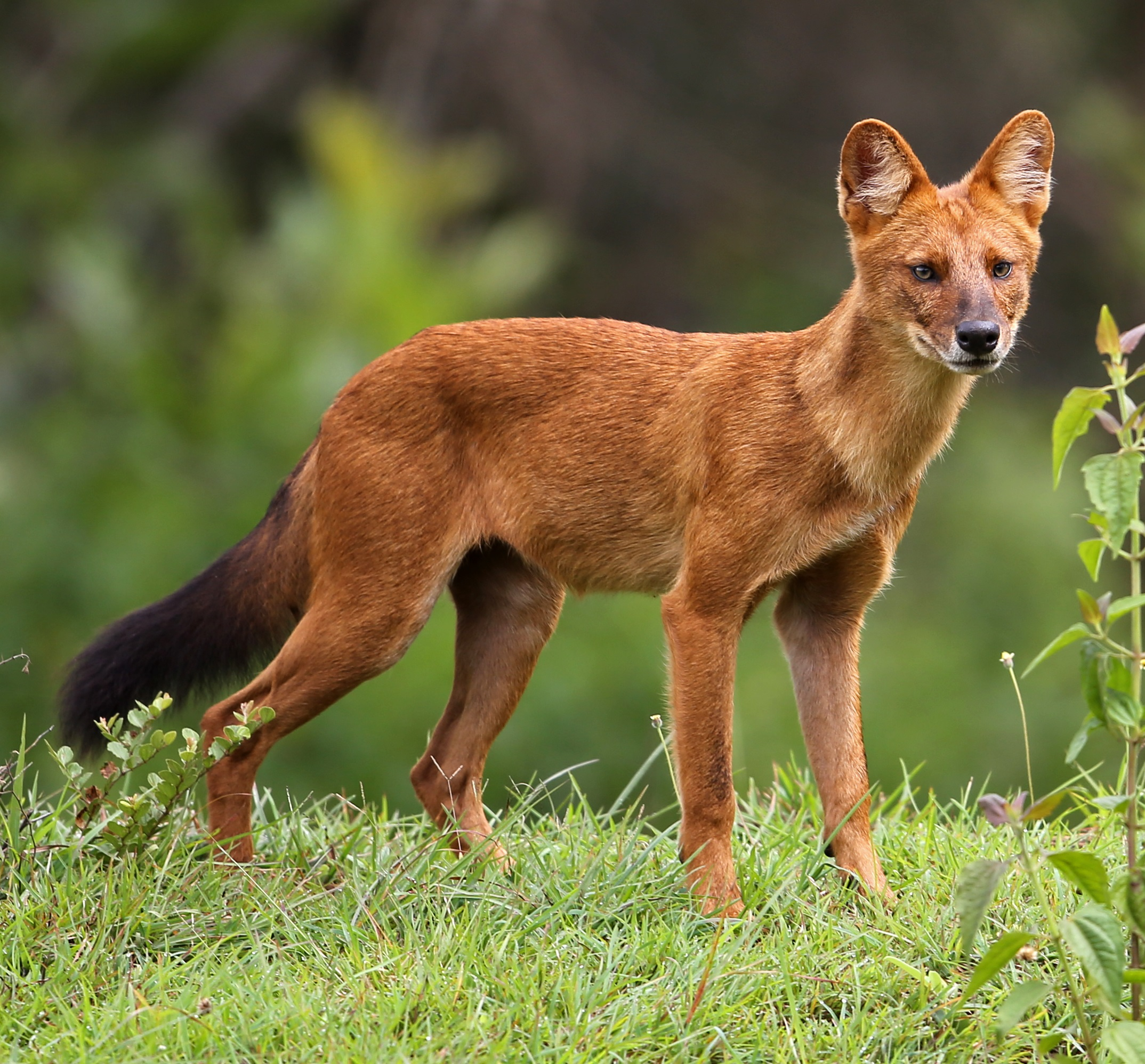
Một con sói lửa

Sói lửa là loài thú ăn thịt cỡ lớn. Thân sói lửa dài 90 cm, đuôi dài hơn 30 cm (tổng cộng chiều dài lên đến 1,2m), một thông số khác thì chó sói lửa chó chiều dài từ 895 - 918mm, chiều dài đuôi: 308 - 327mm, bàn chân sau dài từ 125 - 167mm. Chó sói lửa cân nặng từ 10-25 kg, trong đó con đực nặng hơn con cái khoảng 4,5kg, một số người dân ở Tây Bắc Việt Nam cho biết một số con chó sói lửa nặng khoảng trên dưới 30 kg, con to nhất đến 40 kg con nhẹ nhất khoảng 08 kg.
Chó sói lửa có bộ lông màu hung lửa pha vàng theo kiểu màu da hoẵng và lông rất dày, có mõm ngắn màu đen, tai tròn vểnh, bụng màu sáng nhợt, chân và đuôi chuyển sang nâu đen và đen, gốc đôi thắt nhỏ, xù ở phần cuối, thân chúng dày và cao hơn chó bản. Chúng có khả năng nhảy cao đến 3.5 m và bật xa đến 6m. Cho dù răng sói lửa cũng không thực sự nhọn lắm, dài hơn nanh chó một ít, nhìn qua thì không nhọn lắm nhưng khi cắn con mồi thì thật sự biến thành dao cạo. Hàm răng của sói lửa có thể nói là sắc hơn cả dao cạo, xé đứt cả da trâu, da bò. Công thức bộ răng: {\displaystyle {\tfrac {3.1.4.2}{3.1.4.2}}}

### Sinh sản
Mùa sinh sản của chúng thường vào tháng 11 đến tháng 2 (năm sau). Thời gian mang thai khoảng 9 tuần, mỗi lần đẻ từ 5-10 con. Chó sói lửa sống trong bầy đàn rất có tổ chức, nếu có con sói nào bị thương trong đàn chúng cùng mang thức ăn và chia sẻ. Chó sói con trong bầy rất thân thiết. Khi một con chó sói chết thì những con chó sói khác sẽ chăm sóc con của nó.

## Tập tính

### Phương thức săn mồi

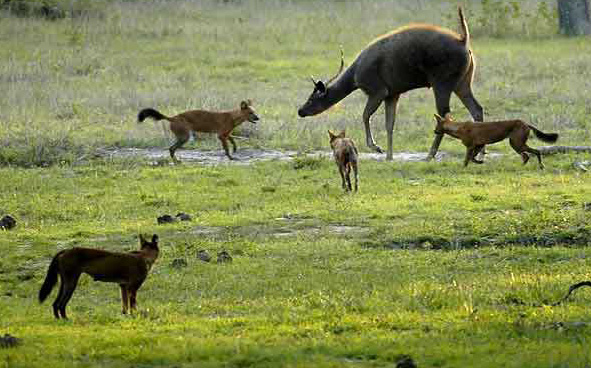
Đàn sói lửa đang vây một con hươu

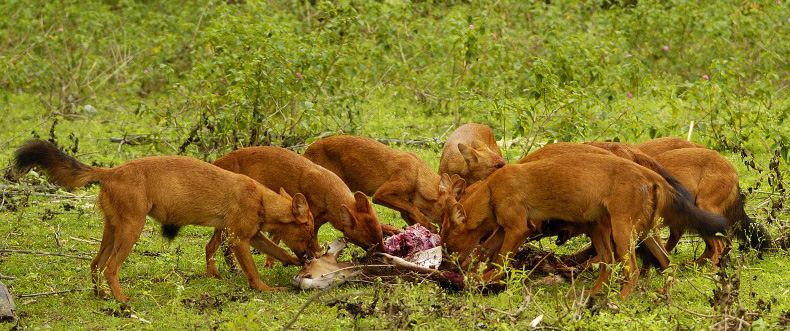
Một đàn sói lửa đang đánh chén thịt tươi sống của con mồi

Sói lửa là động vật ăn thịt tươi sống thật sự. Thức ăn của loài sói lửa là các loài động vật như nai, hươu, hoẵng, lợn rừng, gia súc, vật nuôi và các loài chim lớn, gia cầm v.v. Nhiều khi loài sói này còn tấn công vào các bản làng để kiếm thức ăn, chúng tấn công vào cả trâu, bò, lợn, gà, dê, ngựa. Tuy vậy thịt người không phải món ưa thích của loài này. Chúng là thú ăn đêm, nhưng hoạt động tích cực vào lúc sáng sớm và chiều tối (có khi cả ban ngày) và thường sống ở rừng, thường cư trú và hoạt động ở rừng già, những lúc săn đuổi mồi có thể về gần bản làng.
Sói lửa sống từng đôi hoặc đàn 5 - bảy con, khi săn mồi có thể nhập đàn thành một bầy từ 10 - 15 đến 20 con, thậm chí 50 con. Một con sói lửa có thể vô hại, nhưng cả một đàn sói lửa lại là mối đe dọa khủng khiếp với nhiều loài thú lớn như lợn rừng, bò tót... Sói lửa là động vật đi săn mồi theo bầy đàn tàn độc và nham hiểm, chúng rất hung tợn, với tiếng tru rợn người. Khi đã khép vòng vây là chúng giết con mồi bằng được bằng những cách tấn công rất tàn độc và kỳ quái, hàm răng của sói lửa lúc này hơn cả dao cạo, xé đứt cả da trâu, da bò. Chúng vừa chạy vừa tru lên, nhe nanh gầm ghè rất hung dữ.
Đối với các con vật lớn như trâu, bò thì chúng dùng chiến thuật quây quanh và cứ vờn rồi đớp thịt ở mông, ở đùi khiến những con trâu, bò con nào cũng bị mất một mảng thịt ở mông, máu chảy nhoe nhoét, vung vãi khắp nơi đến khi nào trâu, bò mất máu nhiều, kiệt sức và gục xuống thì sói lửa tiếp tục tấn công con khác. Hễ cứ cắn chết trâu bò thì chúng cắn thủng mông, ăn hết thịt mông, sau đó moi hết lòng phèo để ăn, rồi bỏ dở để tấn công con khác, chúng xâu xé, móc mông lôi ruột rồi xé thịt đùi ra ăn. Chó sói chỉ ăn thịt mông, thịt đùi và bộ lòng bò to đối với những con trâu bò lớn, nhưng bê con thì chúng nhai hết cả xương và những đàn sói lửa đông đúc thì chúng có thể ăn hết cả con bò trong thời gian ngắn.

### Xung đột với mãnh thú
Ở một số vùng có sự phân bố chồng lấn giữa sói lửa với hổ và báo, thì có sự cạnh tranh sinh tồn quyết liệt và những cuộc chiến xảy ra giữa hai loài này. Sự cạnh tranh giữa những loài này có thể tránh được thông qua sự khác biệt trong việc lựa chọn con mồi săn, mặc dù vẫn còn chồng chéo đáng kể về chế độ ăn. Cùng với báo hoa mai, chó sói lửa thường lựa bắt các loại động vật được trong khoảng từ 30–175 kg (trọng lượng trung bình khoảng 35,3 kg đối với sói lửa và 23,4 kg đối với báo), trong khi con hổ thì lựa chọn cho con mồi nặng hơn khoảng 176 kg.
Ngoài ra, các đặc điểm khác của con mồi, chẳng hạn như giới tính, hay tính gây hấn, có thể đóng một vai trò trong việc lựa chọn con mồi của mỗi loài, ví dụ, sói lửa ưu tiên chọn những con hươu đực, trong khi báo hoa mai giết cả hai, sói lửa và hổ ít khi giết voọc so với báo hoa mai do báo có khả năng leo trèo, trong khi báo hoa mai không thường xuyên chọn giết chết lợn rừng vì kích thước, khối lượng của báo tương đối nhẹ để có tiêu diệt gọn con mồi có trọng lượng tương đương và cứng đầu này.

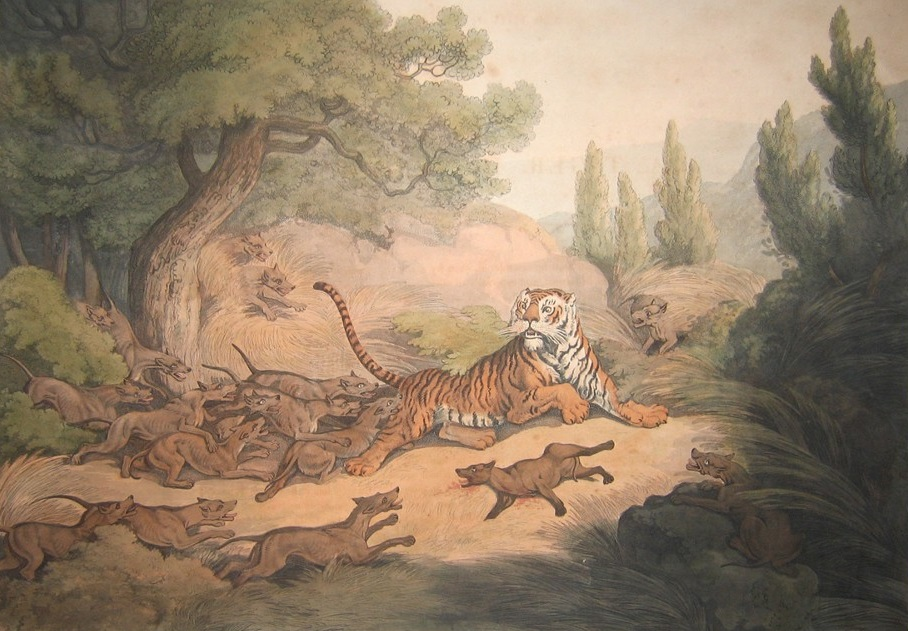
Tranh vẽ mô tả một đàn sói lửa đang tấn công một con hổ

Trong một số trường hợp hiếm gặp, sói lửa có thể tấn công hổ với thường khi chúng quá đông hoặc tập hợp đông đủ đàn sói trước một con hổ đơn độc. Khi phải đối mặt bởi đàn sói lửa quá đông, hổ sẽ tìm nơi ẩn náu, leo trên cây hoặc đứng quay lưng về phía một cây hay bụi cây để tránh những cú tập kích vào mông của sói lửa và cầm cự trong một thời gian dài trước khi chạy trốn. Thông thường những con hổ quay lưng chạy trốn thì có nguy cơ thiệt mạng cao hơn so với những con hổ cố thủ, gầm gào chống trả lại bầy sói lửa thì có cơ hội sống sót lớn hơn.
Mặc dù sói lửa có thể tấn công và giết chết hổ nhưng hổ vẫn là đối thủ cực kỳ nguy hiểm cho sói lửa, khi nó có đủ sức mạnh để giết một con sói lửa chỉ bằng một cú tát, điều này đặc biệt nguy hiểm khi cho các con sói lửa đơn độc hoặc cặp đôi nó sẽ rượt bắt giết. Ngay cả khi một đàn sói lửa thành công trong việc giết hổ thì đàn sói cũng phải trả giá nặng nề với thiệt hại rất lớn cho cả đàn Một đàn sói lửa với 30 con vây và giết được một con hổ đực trưởng thành nhưng phải chịu tổn thất với 12 con bị chết trong trận chiến đó
Do đó sói lửa thường gây hấn và tấn công báo hoa mai thay vì hổ do báo hoa mai nhỏ hơn hổ nhưng một con báo hoa mai cũng có thể giết sói lửa nếu nó gặp phải chúng khi đơn lẻ hoặc theo cặp. Ngoài ra sói lửa cũng từng bị quy kết là nhân tố chính cho sự sụt giảm số lượng và biến mất hoàn toàn của loài báo săn ở châu Á, tuy nhiên điều này gây nên sự hoài nghi do loài báo này sống trong các khu vực môi trường hầu như trái ngược với môi trường ưa thích của sói lửa.
Thỉnh thoảng, sói lửa còn tấn công cả gấu ngựa và gấu lợn, khi triển khai tấn công gấu, sói lửa sẽ cố gắng chặn và ngăn những con gấu trốn vào các hang động và tập kích vào hai chân sau của gấu. Mặc dù thường xung đột đối với những con chó sói nhưng sói lửa và sói xám có thể hợp tác săn bắt và cùng nhau đánh chén con mồi Sói lửa cũng không thường xuyên kết bè thành những nhóm hỗn hợp với chó rừng lông vàng và những con chó nhà có thể giết chết sói lửa mặc dù chúng có thể sẽ đánh chén con mồi cùng với nhau.

## Tại Việt Nam
Tại Việt Nam, sói lửa là loại thú quý hiếm nằm trong sách đỏ Việt Nam cũng như thế giới, thuộc danh mục cấm săn bắt. Trước đó, nhiều người đã vào khu vực này săn bắn loại thú quý hiếm này dẫn đến nguy cơ tuyệt chủng. Hiện nay, sói lửa sống trong các vườn bách thú ở Việt Nam. Trước kia đã từng xuất hiện ở một số vùng phía bắc Việt Nam nhất là vùng Sơn La và một số ghi nhận là xuất hiện tại vùng Quảng Bình vào năm 2008 và một vài con sói lửa ở vùng rừng Cam Lộ, Quảng Trị. Theo các chuyên gia thì hiện nay ở Việt Nam chỉ còn lại sói lửa và sói xám. Loài sói này đang bị khai thác và săn bắn một cách nghiêm trọng. Chúng đang gặp nguy hiểm và cần phải có được những chính sánh để bảo vệ. Đồng thời nếu không có chính sách hợp lý thì loài sói này có thể gây ảnh hưởng đến đời sống của người dân.

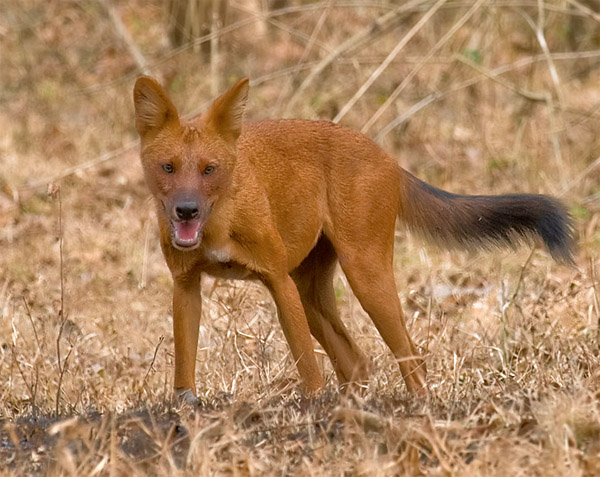
Đàn sói lửa là ác mộng của người miền núi ở Việt Nam

Khi còn phân bố đông đảo ở các vùng núi phía bắc Việt Nam, nhất là vùng Sơn La, sói lửa xung đột và gây hấn với người dân bản địa ở đây, chúng tấn công vào các làng bản và giết hại gia súc của người dân, những người dân bản địa đã tổ chức săn bắn, triệt hạ và xua đuổi, kết thúc những cuộc chiến như thế này luôn đem lại thiệt hại nặng nề cho hai bên. Vùng Tây Bắc, hai khu rừng còn nhiều chó sói lửa nhất là rừng Sốp Cộp giáp Lào và rừng Huổi Luông, cánh rừng giáp 3 huyện, gồm Quỳnh Nhai (Sơn La) và Sìn Hồ, Than Uyên (Lai Châu). Nguyên nhân chính là do rừng bắt đầu bị tàn phá, thú rừng bị bắn hạ nhiều, đàn sói lửa không có mồi ăn, nên chúng mới tìm đến đàn bò, đàn trâu, đàn gà, đàn lợn. Chúng rất khôn ngoan và ít khi trúng bẫy của người dân.
Chó sói lửa là ác mộng của dân bản vùng Tây Bắc, vì nó giết hại quá nhiều trâu, bò. So với hổ, thì sói là kẻ phá hoại khủng khiếp hơn nhiều. Có gia đình thiệt hại hàng trăm triệu vì sói ăn hết mất cả đàn trâu, bò. Cá biệt ở bản Púm, xã Pha Kinh, Quỳnh Nhai, Sơn La giáp với vùng Huổi Luông, hầu như năm nào người dân trong bản cũng mất khoảng 20 trâu, bò, nhiều năm mất đến 40 con và có năm mất đến 50 con và hầu như nhà nào cũng từng bị thiệt hại trâu bò vì sói lửa, có ngày chúng ăn thịt liền năm con, đặc biệt là đợt tấn công mãnh liệt vào tháng 8 năm 2004, chỉ trong một buổi chiều tối đã có sáu con trâu trong đó có 05 trâu mộng, bốn con nghé, bảy con bò bị giết hại do sói lửa. Sau đó đàn sói này sau khi giết hại trâu, bò ở cánh rừng khu vực bản Púm (xã Pha Khinh), đàn sói kéo lên hướng Bắc, giết hại vô số trâu, bò ở bản Hé (xã Mường Chiên), cách huyện lỵ Quỳnh Nhai (Sơn La). Những năm chó sói về nhiều, dân bản suốt ngày vào rừng nhặt xác trâu bò về ăn, gia đình ăn không hết thì chia cho dân bản, và đem bày bán ở chợ theo kiểu bán cả tảng bán tống bán tháo, đến mức ăn nhậu trong một quán lá, người ta ăn thịt bò với giá rất rẻ.
Việc sói gây thiệt hại kinh tế quá lớn, khiến người dân không chịu nổi và quyết tâm tổ chức thuê thợ săn giết sói, cuộc vây ráp phải huy động dân bản, cùng một số thợ săn phối hợp tổng số lên đến 30 người được trang bị súng tự chế, xoong nồi, mâm chậu... đi tìm diệt. Trong một lần phục kích họ đã dồn được sói chạy về phía khe núi hẹp, đàn sói này gồm 30 con, nhưng chỉ có chín con bị dồn vào khe núi, số còn lại hung hãn phá vòng vây thoát vào rừng, 09 con bị vây ráp đã bị bắn hạ, hôm sau, đàn sói lại kéo về khu vực này tru tréo thì tiếp tục bị bắn hạ 2 sói to nhất đàn khiến đàn sói khiếp sợ, chạy tán loạn, tổng cộng triệt hạ được 11 con, đây là vụ bắn giết sói lửa lớn nhất từng được phản ánh. Nhiều thợ săn cho biết từng giết hại rất nhiều chó sói, họ cho rằng giết sói là cách họ bảo vệ đồng bào và là cách để trả thù những cuộc tấn công do sói lửa gây ra. Hiện nay, chó sói ở đây đã bị tiêu diệt nhiều, chúng lại là loài trong sách đỏ, nên thợ săn không dám giết hại, cho dù sau này có trường hợp ghi nhận đàn sói quay lại và tấn công, giết chết 01 con bò cái.